# HD 5980
HD 5980 (RMC14) és un sistema múltiple d'estels massius al Petit Núvol de Magalhães, situat a una distància d'uns 210.000 anys-llum (70 kilopàrsecs). És el membre més brillant de la regió HII geganta N66 que inclou a l'associació OB NGC 346. HD 5980 té moltes característiques que el converteixen en un estel molt particular. És la principal font d'ionització de la regió HII N66, contribuint amb un 25 % dels fotons ionitzants (N66 és la regió HII més important del Petit Núvol de Magalhães). HD 5980 està conformada per almenys tres estels: el parell A+B és un sistema binari eclipsant amb un període orbital de 19,3 dies, mentre que l'estel C (no resolt en imatges del Telescopi Espacial Hubble) està aparentment lligada gravitacionalment al sistema A+B, i alhora també sembla membre d'un sistema binari amb un període orbital de 96 dies. És a dir, HD 5980 podria ser un sistema estel·lar quádruple compost per dues binàries massives que orbiten amb un centre comú. Les components A i B mostren característiques d'estels de Wolf-Rayet, i s'eclipsen mútuament. La component estel·lar A ha demostrat ser un estel fascinant sofrint notables transformacions espectrals i de lluentor durant els últims decennis, i va ser el seu moment culminant una erupció de tipus variable lluminós blau entre 1993 i 1994. HD 5980 va ser el primer sistema binari extragalàctic on es va detectar col·lisió de vents estel·lars en raigs X.